# Третя битва за Харків
Третя битва за Харків — серія наступальних операцій Вермахту на Східному фронті проти Червоної армії навколо міста Харків з 19 лютого по 15 березня 1943 року. У німецькій історіографії відома як «Донецька кампанія». Дії командувача групи армій «Південь» Еріха фон Манштейна до сих пір вивчаються в багатьох військових академіях світу, як приклад «маневреної оборони».
Після розгрому та капітуляції 6-ї польової армії Вермахту під Сталінградом, Червона армія розпочала низку наступальних операцій на широкому фронті південного флангу радянсько-німецької війни. Наступ досяг кульмінації 2 січня 1943, коли радянські війська розпочали операцію «Зірка», внаслідок якої був прорваний фронт оборони німців і війська РСЧА оволоділи містами Харків, Бєлгород, Курськ. Однак, активні воєнні дії Червоної армії протягом останніх місяців серйозно підірвали бойовий потенціал формувань, у ряді дивізій залишалося по 1-2 тис. військових. 19 лютого генерал-фельдмаршал фон Манштейн несподівано розпочав контрнаступ, в результаті якого німецьким військам вдалося розгромити майже 52 радянські дивізії та опанувати Харків та Бєлгород.

## Передумови

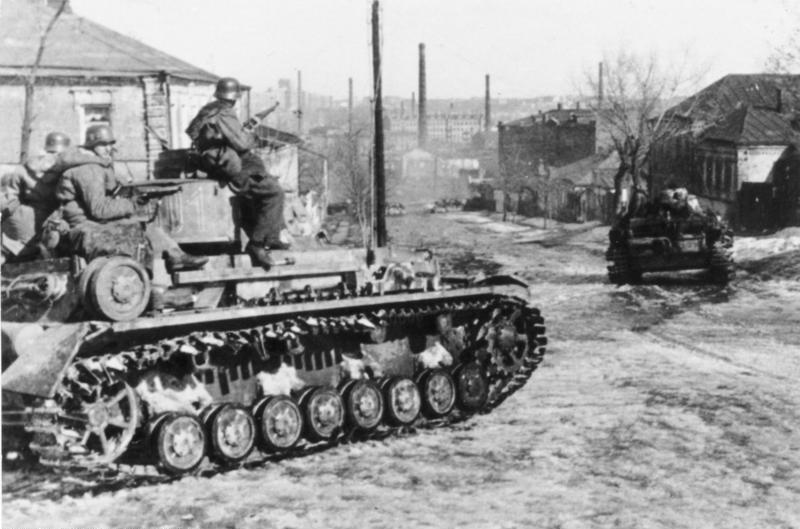
Німецькі танки Т-IV 2-ї моторизованої дивізії СС «Райх» на Холодній Горі. Березень 1943

Початок 1943 року німецький вермахт зустрінув на межі кризової ситуації. В результаті нищівного розгрому 6-ї армії Фрідріха Паулюса в оточенні під Сталінградом та потужного зимового контрнаступу Червоної армії на південному фланзі німецько-радянського фронту гітлерівські війська виявилися в катастрофічному стані. У порівнянні з червнем 1941 року, коли у Радянський Союз вторглися 3300 танків, за станом на 23 січня вермахт мав лишень 495 боєздатних танків, до того ж переважно старих зразків, на всьому протязі гігантського фронту. Перед радянським командуванням відкрилися величезні перспективи — розгромити остаточно німецьку групу армій «B», південний фланг якої тепер «висів у повітрі», зазнавши потужних радянських ударів у ході січневої Острогозько-Россошанської та лютневої Воронезько-Касторненської наступальних операцій. Після них більш-менш суцільний німецький фронт на значній ділянці від Лівн до Старобільська перестав існувати.
23 січня Й. Сталін затвердив план чергової наступальної операції — «Зірка», що передбачала передусім оволодіння Харковом силами Воронезького фронту у тісній взаємодії з військами Південно-Західного фронту. Командувач цього фронту генерал-полковник М. Ватутін ударом на Артемівськ — Сталіно — Маріуполь вирішив оточити донбаське угруповання німців, відрізавши в такий спосіб шляхи відступу з Кавказу через Ростов частин групи армій «A». Ставки були великі: у разі успіху перемога могла затьмарити собою Сталінград. Розроблений штабом М. Ватутіна в січні 1943 року план операції «Стрибок» передбачав і продовження, аж до виходу до Азовського моря і відсікання Криму. Проте стан радянських військ, особливо мобільних частин, на січень 1943 р. погано відповідав широкомасштабним планам командування. У складі найсильнішої 3-ї танкової армії, що мала штурмувати Харків, було до 50 тис. вояків і всього 223 танки. У всьому Південно-Західному фронті, що теж не мав ані хвилини передиху від часів Сталінграду, лишилося 986 танків, багато полків і бригад залишилися без техніки. Головна ударна сила радянського «Стрибка» — група М. Попова у складі 4-го гвардійського, 3-го, 10-го і 18-го танкових корпусів — налічувала на момент початку наступу лише 137 танків.
29 січня 1943 року наступом радянської 6-ї армії Південно-Західного фронту на позиції двох німецьких піхотних дивізій групи Ланца під Куп'янськом розпочалася операція «Стрибок». 6 лютого з'єднання фронту визволили місто Балаклія, 11 лютого — Лозову, 14 лютого — Ворошиловград і вийшли на рубіж Зміїв — Красноград — Красноармійськ (Сталінської, нині Донецької області) — Слов'янськ — Ворошиловград. До 10 лютого радянське просування на Артемівськ було зупинене контратаками 3-ї і 7-ї німецьких танкових дивізій, а також діями штурмової авіації Люфтваффе.
2 лютого почалася операція «Зірка»: 3-тя танкова армія П. Рибалка узяла Великий Бурлук, до 10 лютого її передові підрозділи форсували річку Сіверський Донець, узявши Печеніги і Чугуїв. 8 лютого війська 60-ї армії І. Черняховського оволоділи Курськом; 9 лютого — 40-ва армія К. Москаленка взяла Бєлгород. Ситуація для групи Ланца стала критичною — назрівало оточення. 11 лютого радянські частини були вже на підступах до Харкова, обходячи місто із заходу; наступного дня їм вдалося в ході жорстоких боїв оволодіти Роганню, були розбиті німецькі 320-та і 298-ма піхотні дивізії. Контрудар мотопіхоти СС змусив окопатися кавалеристів радянського 6-го кавкорпусу, і оточення Харкова із заходу не вийшло, тоді як до 14 лютого з півночі місто вже майже обійшли війська РСЧА. Командир танкового корпусу СС Пауль Гауссер мав особистий наказ Гітлера ні в якому разі не здавати Харків, однак 15 лютого він відкрито його порушив і почав відведення дивізій СС на захід, прикриваючи відступ батальйоном штурмових гармат, рятуючи еліту військ СС, дивізію «Велика Німеччина» і залишки двох піхотних дивізій. З'єднання 40-ї, 69-ї та 3-ї танкової армій наступного дня оволоділи містом.
Південніше частини Південно-Західного фронту продовжували реалізацію операції «Стрибок», головні бої зав'язалися за важливий центр комунікацій — місто Червоноармійське. Для німців існувала велика загроза, що в разі втрати цього ключового вузла комунікацій радянські частини відріжуть донбаське угруповання вермахту від головних сил. Ситуацію для німців врятувала контратака бойової групи командира 11-ї танкової дивізії Г. Балька. Попов опанував Червоноармійське, але в результаті декількох німецьких контратак і повітряних нальотів втратив майже всі танки. Здавалося, тепер ніщо не завадить танкам резервних радянських 1-го гвардійського і 25-го танкових корпусів вирватися на оперативний простір і дійти до Дніпропетровська та переправ на Дніпрі — у німців не лишилося жодних резервів, щоб закрити діру в обороні між армійською групою Ланца і донбаським угрупованням. Проте Ватутін, що рвався до плацдармів на Дніпрі, прогледів зосередження великого танкового угруповання фон Манштейна, що готувалося до потужного контрудару. За замислом контрудар завдавався з двох напрямів одночасно: з півночі — частини танкового корпусу СС під загальним керівництвом генерала В. Кемпфа, з півдня — частини 1-ї та 4-ї танкових армій. Головною метою операції визначалося відсікти радянську 6-ту армію, що рвалася до Запоріжжя, й рухому групу Попова.

## Хід битви
19 лютого 4-та танкова армія Вермахту Германа Гота силами II танкового корпусу СС і XLVIII танкового корпусу перейшла в наступ проти військ правого крила Південно-Західного фронту, що вийшли на рубіж — Красноград, Новомосковськ, Запоріжжя, Василівка, — завдала їм поразки і змусила до відходу на схід. Для надання допомоги Південно-Західному фронту у відбитті контрудару противника Ставка ВГК вирішила використати 3-тю танкову армію П. Рибалка. Вранці 23 лютого війська армії генерала Рибалка почали наступ на новому напрямку. Однак виконати визначене завдання не змогли, оскільки противник на рубежі Валки, Нова Водолага ввів у бій свіжі резерви. 28 лютого 3-тя танкова армія була підпорядкована Південно-Західному фронту. Удар противника 19 лютого для Ватутіна і Голикова виявився абсолютно несподіваним, так само як і для Ставки. 20 лютого Манштейн здійснив масований фланговий маневр проти танкової групи Попова у напрямку до Дніпропетровська.
Мотопіхота СС швидко вклинилася у фланг радянської 6-ї армії, що продовжувала наступати углиб Донбасу, на Синельникове. За підтримки пікіруючих бомбардувальників Ju 87 есесівці відбили радянські контратаки і до 23 лютого з'єдналися з 17-ю, 6-ю танковими дивізіями Гота та дивізією СС «Вікінг» XLVIII танкового корпусу поблизу Павлограда, узявши в оточення два радянські танкових корпуси 6-ї армії, що наступали на Дніпропетровськ і Запоріжжя. А в районі Дебальцеве армійська група «Голлідт» оточила 7-й гвардійський кавалерійський корпус. Таким чином, фон Манштейн усунув загрозу тилам донбаського угруповання.

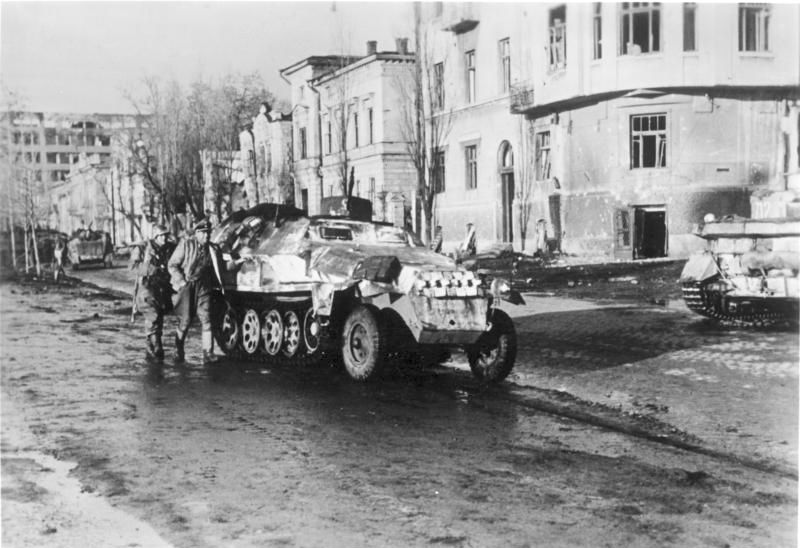
Командир 1-го панцергренадерського полку СС «Ляйбштандарт СС Адольф Гітлер» СС-штандартенфюрер Фріц Вітт під час вуличних боїв у Харкові. Березень 1943

Поки сили колишнього німецького гарнізону Харкова з дивізій вермахту і «Ляйбштандарт СС Адольф Гітлер» стримували танки Рибалка, не дозволяючи їм прорватися на допомогу оточеній 6-ій армії, дивізія СС «Тотенкопф» з району Краснограда почала наступ на позиції радянської 3-ї танкової армії. Спроби 6-ї армії Харитонова вирватися були марні, і на допомогу оточеним 1 березня кинули зведену танкову групу зі складу 3-ї танкової армії (майже половина з 105 танків Рибалка), яка сама потрапила в оточення біля села Кегичівка, але, втративши майже всі танки, прорвалася до своїх. Водночас, більша частина 6-ї армії та групи Попова, залишки яких тримали оборону в оточенні, були розгромлені. До кінця лютого радянський наступ на усіх ділянках, зупинився; ініціатива перейшла до німців. Три танкові дивізії СС II корпусу Гауссера мали 147 готових до бою танків і 42 штурмові гармати, а також чимало своїх і трофейних протитанкових гармат. 6 березня частини «Ляйбштандарт СС» завдали удару по армії Рибалка під Новою Водолагою, 7–8 березня оволоділи Люботином і Коротичем, наступаючи Полтавським шосе безпосередньо на Харків.
10 березня в Харків увірвалися частини дивізії СС «Райх». Дивізія ж «Тотенкопф» обійшла Харків з півночі і захопила Чугуїв. 62-га гвардійська, 19-та і 303-тя стрілецькі дивізії, 17-та стрілецька бригада НКВС, 86-та і 179-та окремі танкові бригади 69-ї армії, що становили головні сили оборони Харкова, виявилися в оточенні. Також у районі Богодухова потрапили в оточення три стрілецькі дивізії 40-ї армії, передані на посилення 69-ї армії. Лише небагатьом з оточених в Харкові вдалося 15 березня вирватися до своїх. 18 березня дивізією «Ляйбштандарт СС Адольф Гітлер» був захоплений Білгород. 69-та армія відійшла на східний берег Сіверського Дінця. Для того щоб запобігти подальше просування німців на схід з резерву Ставки довелося спішно перекидати два танкові корпуси, 1-шу танкову, 21-шу і 64-ту армії.

## Наслідки битви
За підсумками місячної битви за Харків обидві сторони зазнали великих втрат у живій силі та техніці. За офіційними радянськими оцінками було втрачено до 44 тис. загиблими та полоненими, до 41 тис. пораненими. За німецькими даними, з 21 лютого до 18 березня німці знищили або захопили 567 радянських танків та понад 2,2 тис. гармат і мінометів. На кінець боїв у танкових дивізіях СС лишилося по 30–35 танків, ще гірша була ситуація в дивізіях вермахту. Людські втрати німців були також чималими, але помітно меншими за радянські — танковий корпус СС втратив 11,5 тис. осіб убитими, пораненими і зниклими безвісти. Втрати піхотних дивізій вермахту не відомі. У ході боїв були мобілізовані до РСЧА та загинули або були вбиті солдатами СС і вермахту багато тисяч харків'ян. Німцям востаннє у війні вдалося переламати хід бойових дій на свою користь у стратегічному масштабі, створивши південний фас Курської дуги.